# Dan Spivey
Daniel Eugene Spivey, meglio conosciuto come Dan Spivey (Tampa, 14 ottobre 1952), è un ex wrestler statunitense, noto per i suoi trascorsi nella World Championship Wrestling e nella World Wrestling Federation durante gli anni novanta.
La sua ultima gimmick, quella di Waylon Mercy, si ispirava al personaggio di Max Cady nel film Cape Fear - Il promontorio della paura; nonostante abbia lottato pochi match con questa identità, la gimmick fu d'ispirazione per la creazione del personaggio di Bray Wyatt.

## Biografia
Spivey nacque a Tampa (Florida). Frequentò la University of Georgia, dove giocò a football americano nei Georgia Bulldogs per tre stagioni, nel ruolo di difensore. Spivey fu scelto nel draft dai New York Jets, ma fu costretto a ritirarsi a causa di un infortunio al ginocchio. Chiusa la carriera nel football, Spivey trascorse alcuni anni facendo svariati lavori a Tampa prima di conoscere il wrestler Dusty Rhodes, che si offrì di allenarlo.

## Carriera

### Circuito indipendente (1983–1985)
Spivey venne allenato da Dusty Rhodes, all'epoca booker della Championship Wrestling from Florida, e debuttò nel 1983. Spivey e Scott Hall formarono un tag team in CWF chiamato "American Starship". Spivey adottò il ring name "Eagle" e Hall divenne "Coyote".
Nel 1984, Rhodes passò alla Jim Crockett Promotions, portandosi dietro Spivey e Hall. Inizialmente, gli American Starship lottarono solo sporadicamente e con scarso successo. L'apice della loro carriera nella Jim Crockett Promotions fu una sconfitta con Arn e Ole Anderson in un match per il titolo NWA National Tag Team Championship.

### World Wrestling Federation (1985–1988)
Alla fine del 1985, Spivey firmò un contratto con la World Wrestling Federation (WWF) e cominciò a lottare senza maschera e con il suo vero nome. Fu messo in coppia con Mike Rotunda nel tag team The U.S. Express quando Barry Windham lasciò la federazione.
Talvolta chiamati "The American Express", Spivey & Rotunda proseguirono il feud con il Dream Team (Greg Valentine & Brutus Beefcake), ma poco tempo dopo Rotunda se ne andò dalla compagnia per qualche tempo. Nel periodo da wrestler singolo, Spivey partecipò alla Battle royal di WrestleMania 2 tra "wrestler e giocatori di football", venendo eliminato da The Iron Sheik. Quando Rotunda tornò in WWF, gli American Express riuniti ebbero rivalità con The Moondogs, The Hart Foundation, e The Islanders.
Non molto tempo dopo, Rotunda lasciò nuovamente la WWF, e Spivey cominciò a farsi chiamare "Golden Boy" Danny Spivey dedicandosi alla competizione singola. Nel 1986 partecipò al torneo King of the Ring, perdendo contro Nikolai Volkoff al primo round. Nel marzo 1987 Spivey fece coppia con Tito Santana sfidando senza successo la Hart Foundation per i titoli di coppia. Nel 1987 partecipò nuovamente a King of the Ring; questa volta fu sconfitto da Rick Martel, sempre al primo round. Rimase in WWF fino alla primavera del 1988, diventando un heel di scarso successo con avversari come Lanny Poffo e Outback Jack.
Nel 1991 Spivey testimoniò che il dottor George Zaharian gli aveva illegalmente prescritto steroidi anabolizzanti alla fine degli anni ottanta.

### All Japan Pro-Wrestling (1988–1995)
Dopo aver lottato esclusivamente negli Stati Uniti sin dal suo debutto, nell'estate del 1988 Spivey partecipò a una tournée della All Japan Pro-Wrestling e da lì in poi lavorò spesso in Giappone fino al 1995, quando firmò per la WWF. Nel suo primo tour, affrontò la leggenda del wrestling giapponese Genichiro Tenryu. In Giappone Spivey lottò anche in coppia con Johnny Ace, un wrestler che avrebbe incontrato numerose volte in futuro.

### World Championship Wrestling (1990–1992)
All'inizio del 1990 Spivey tornò nella Jim Crockett Promotions. Era uno dei membri della stable The Varsity Club in sostituzione di Rick Steiner, che aveva lasciato il gruppo. Il suo passato come giocatore di football alla University of Georgia fu enfatizzato per dare credibilità alla sua inclusione nella fazione. Nel Varsity Club, Spivey ebbe un feud con Rick Steiner e Road Warriors, ma restò sempre in posizione defilata. Quando la stable si sciolse, si alleò con Sid Vicious per formare il tag team The Skyscrapers, con manager Teddy Long. Gli Skyscrapers (così chiamati perché entrambi i membri della coppia superavano i due metri di altezza) vinsero la "Two-Ring King of the Hill Battle Royal" al pay-per-view Great American Bash, dove Sid fu l'unico sopravvissuto in un ring e Dan nell'altro. Il regolamento prevedeva che i due avrebbero dovuto scontrarsi ma il loro manager Teddy Long li convinse a stringersi la mano e dividersi il premio in denaro. Più avanti quella stessa sera, gli Skyscrapers sconfissero The Dynamic Dudes sovrastandoli per potenza e altezza.
Il loro prossimo feud fu con i Road Warriors. Le due coppie diedero vita a numerosi match intensi senza che un tag team prevalesse nettamente sull'altro. Spivey & Vicious furono squalificati nel match contro i Road Warriors svoltosi a Halloween Havoc. Poco tempo dopo Halloween Havoc, gli Skyscrapers affrontarono gli Steiner Brothers a Clash of the Champions IX in un match molto violento. Sid Vicious si perforò un polmone a causa di una costola rotta rimediata durante l'incontro. Con Vicious fuori dai giochi, Teddy Long portò nella coppia un altro wrestler molto alto, "Mean" Mark Callous, per farlo lottare insieme a Spivey. I "New Skyscrapers" ripresero il feud con i Road Warriors. A Clash of the Champions X gli Skyscrapers finalmente ebbero la meglio sui Road Warriors, ma non in un match, aggredendoli nel backstage e riducendoli a mal partito. A questo punto, la coppia sembrava lanciatissima verso il titolo mondiale di coppia, tuttavia, nei giorni prima del Chicago Street Fight Match con i Road Warriors in programma per il ppv WrestleWar 1990, Dan Spivey lasciò improvvisamente la WCW. A posteriori, Spivey raccontò nel corso di un'intervista "shoot" di aver lasciato la compagnia per questioni di soldi, e anche perché non gli era piaciuto il comportamento dei Road Warriors nei confronti del giovane "Mean" Mark Callous.
Mentre era negli Skyscrapers, Spivey lottò anche in Florida, dove vinse l'NWA Florida Heavyweight Championship alla fine del 1989. Tuttavia, la vittoria del titolo non fu mai menzionata nel corso di un programma televisivo NWA. Dan Spivey detenne il titolo fino al luglio 1992, quando fu sconfitto da Lou Perez. Fece alcune tournée in Giappone lottando in coppia con Stan Hansen nella AJPW. Spivey e Hansen formarono un tag team di "Gaijin" molto popolare, e la coppia sfiorò anche la conquista della "World's Strongest Tag Determination League" nel 1990. Alla fine del 1990, Spivey tornò in WCW. Gli Skyscrapers si riunirono brevemente in occasione di Starrcade (1990), dove lui e Sid Vicious sconfissero The Big Cat e The Motor City Madman.
Quando Sid Vicious entrò a far parte dei Four Horsemen, Spivey si concentrò sulla carriera solista, sfidando senza successo il WCW U.S. Champion "The Total Package" Lex Luger al ppv WrestleWar del 24 febbraio 1991. Il 18 aprile 1991, Dan Spivey & Stan Hansen conquistarono l'AJPW World Tag Team Championship battendo Terry Gordy & Steve Williams a Tokyo in Giappone. La coppia lottò anche in WCW in questo periodo, e il 22 giugno 1991 avrebbe dovuto affrontare Rick Steiner & Tom Zenk ma Spivey si rifiutò di perdere facendosi schienare da Zenk, come era stato deciso da copione, e lasciò la federazione.
Spivey & Hansen persero le cinture AJPW con Gordy & Williams. Dopo la perdita delle cinture, Spivey lottò in coppia con altri wrestler, tra i quali Johnny Ace, Jim Brunzell, Kendall Windham e Jim Steele. Nell'estate del 1992, tornò nuovamente in WCW per partecipare a Starrcade dove lottò insieme a Van Hammer sconfiggendo Johnny B. Badd e Cactus Jack per avanzare nella "Lethal Lottery". Spivey fu poi eliminato nella battle royal da The Great Muta.

### Ritorno in WWF e ritiro (1995)
Nel giugno del 1995 tornò in WWF, interpretando la gimmick di "Waylon Mercy", un personaggio heel basato sull'interpretazione di Robert De Niro di Max Cady nel film Cape Fear - Il promontorio della paura. Si tinse i capelli di nero, cominciò a indossare pantaloni bianchi e camicie hawaiiane, e si fece molti tatuaggi (provvisori). Il personaggio fu introdotto attraverso una serie di scenette. Veniva descritto come un "gentleman" del sud fuori dal ring, che stringeva la mano ai fan ringraziandoli di essere venuti a vederlo combattere. Però, una volta sul ring, si trasformava in uno psicopatico sadico e ipocrita che ricorreva a qualsiasi mezzo per sconfiggere gli avversari.
Inizialmente Mercy sconfisse un gran numero di jobber (incluso un giovane Jeff Hardy), per poi passare a vittorie con star più affermate come Bob Holly, The 1-2-3 Kid, e Doink The Clown. Affrontò anche Bret Hart, Razor Ramon, e il WWF World Heavyweight Champion Diesel. L'unica apparizione in un pay-per-view di Waylon Mercy fu a In Your House 3, dove fu sconfitto da Savio Vega. Nella sua ultima apparizione televisiva in WWF, sconfisse Diesel per conteggio fuori dal ring.
Spivey si ritirò dal ring nel 1995 a causa degli infortuni. Dopo l'abbandono dell'attività di wrestler, cercò per breve tempo di intraprendere la professione di modello. Poi andò a lavorare nell'impresa di costruzioni di famiglia, la Spivey Underground Utility Construction Company.
Nel 2014, Windham Rotunda rivelò come il personaggio di Bray Wyatt da lui impersonato, fosse stato ideato da Spivey che all'epoca frequentava il WWE Performance Center, e parlò delle molte somiglianze del personaggio con quello di Waylon Mercy.

## Titoli e riconoscimenti
- All Japan Pro-Wrestling
  - World Tag Team Championship (1) – con Stan Hansen[46]
- Championship Wrestling from Florida
  - FCW Heavyweight Championship (2)[47]
- Pro Wrestling Illustrated
  - 43º tra i 500 migliori wrestler singoli nella PWI 500 (1992)[48]
- Universal Wrestling Federation
  - UWF Americas Championship (1)[49]